# Герберга Саксонская
Герберга Саксонская (около 913 — 3 февраля 969 или 5 мая 984) — королева Западно-Франкского государства с 939 года по 10 сентября 954 года по браку с королём Людовиком IV Заморским. Дочь Генриха I и Матильды Вестфальской, сестра императора Священной Римской империи Оттона I Великого .

## Биография

### Продолжательница династии
Энергичная и умная женщина — дважды спасла династию Каролингов от гибели: первый раз — вырвав своего мужа Людовика IV Заморского из рук норманнов и Гуго Великого, а второй раз — когда благодаря точному расчёту сумела поставить своего юного сына на престол под предводительство герцога Франции Гуго и архиепископа Кёльна Бруно Великого.

### Набожность
После смерти короля Людовика IV 10 сентября 954 года Герберга стала монахиней и служила аббатисой при кафедральном соборе города Лан. Ни одна грамота Лотаря в пользу церквей не была дана без её совета или, скорее, приказа.

### Место погребения
Герберга похоронена под хорами собора Святого Ремигия.

### Семья и дети
Первый муж (с 929 года): герцог Лотарингии Гизельберт. Имели 4 детей:
- Герберга (около 925—978). Замужем за графом Вермандуа Адальбертом I.
- Альберада (родилась около 930).
- Генрих (около 932 — около 944).
- Вильтруда (около 937 — около 944), герцогиня Баварии. Замужем за герцогом Баварии Бертольдом.

Второй муж (с 939 года): король Западно-Франкского королевства Людовик IV Заморский. Имели 8 детей:
- Лотарь (941—986), король Франции c 954 года. Женат с 966 года на Эмме Италийской, дочери короля Италии Лотаря II.
- Матильда (около 943—27 января 992). Замужем с 964 года за Конрадом I Тихим.
- Хильдегарда (родилась около 944).
- Карломан (около 945—953).
- Людовик (около 948—954).
- Карл (953 — около 993), герцог Нижней Лотарингии.
- Альберада (родилась до 953).
- Генрих (родился до 953—953).